# Saukham Khoy
Saukham Khoy (ur. 1915, zm. 1996) – polityk Republiki Khmerskiej, w latach 1972-1975 przewodniczący Senatu. 12 kwietnia 1975 roku w obliczu ewakuacji ambasady amerykańskiej w Phnom Penh, objął stanowisko prezydenta, stając na czele komitetu siedmioosobowego. Po 1975 roku na emigracji w Tajlandii oraz Stanach Zjednoczonych.